# Union agraire Alexandre Stamboliyski
L'Union agraire Alexandre Stamboliyski est un parti politique bulgare fondé en 1993, qui se veut l'héritier de l'Union nationale agraire bulgare.